# Аматский край
А́матский край (латыш. Amatas novads) — бывшая административно-территориальная единица в Латвии, в регионе Видземе. Край состоял из пяти волостей. Краевая дума располагалась в историческом волостном доме на хуторе Аусмас в Драбешской волости. Население на 1 января 2010 года составляло 6392 человека. Площадь края — 741,8 км².
Край как самоуправление в составе Цесисского района был образован в 2000 году из Аматской и Драбешской волостей Цесисского района. С 1 июля 2009 года Аматскому краю от упразднённого Цесисского района были переданы также Заубская, Нитаурская и Скуйенская волости.
В 2021 году в результате новой административно-территориальной реформы Аматский край был упразднён, а его пять волостей вошли в состав укрупнённого Цесисского края.

## Население
1 января 2010 года население составляло 6392 человека (14 января 2009 года — 6369).

### Национальный состав
Национальный состав населения края по итогам переписи населения Латвии 2011 года был распределён таким образом:
| Национальность | Численность, чел. (2011) | %        |
| -------------- | ------------------------ | -------- |
| Латыши         | 5152                     | 90,91 %  |
| Русские        | 290                      | 5,12 %   |
| Белорусы       | 86                       | 1,52 %   |
| Украинцы       | 42                       | 0,74 %   |
| Поляки         | 26                       | 0,46 %   |
| Литовцы        | 37                       | 0,65 %   |
| Другие         | 34                       | 0,60 %   |
| всего          | 5667                     | 100,00 % |

## Территориальное деление
- Аматская волость (латыш. Amatas pagasts)
- Драбешская волость (латыш. Drabešu pagasts)
- Заубская волость (латыш. Zaubes pagasts)
- Нитаурская волость (латыш. Nītaures pagasts)
- Скуйенская волость (латыш. Skujenes pagasts)